# 柏葉幸子
柏葉 幸子（かしわば さちこ、1953年6月9日 - ）は、日本の児童文学作家・翻訳家。岩手県宮古市生まれ、花巻市出身、盛岡市在住。東北薬科大学（現:東北医科薬科大学）卒業。本業は薬剤師。日本ペンクラブ会員。

## 来歴
1969年、岩手県立花巻北高等学校入学、1972年、東北薬科大学入学。
大学在学中の1974年、『気ちがい通りのリナ』が第15回講談社児童文学新人賞を受賞。翌1975年に『霧のむこうのふしぎな町』と改題して刊行し、作家デビュー。
1976年、東北薬科大学卒業。その後、岩手県盛岡市で薬剤師として働きながら執筆活動を続ける。
2019年、累計発行部数50万部突破のベストセラー『地下室からのふしぎな旅』を原作としたアニメ映画『バースデー・ワンダーランド』が劇場公開される。
2021年、第54回野間児童文芸賞受賞作『岬のマヨイガ』を原作とした同題のアニメ映画が劇場公開される。同作は、東日本大震災で特に大きな被害を受けた岩手県、宮城県、福島県の東北3県を舞台としたアニメーションを制作することで被災地への長期的な支援を行うことを目的としたフジテレビの企画「ずっとおうえん。プロジェクト 2011+10…」の第一作として制作された。同年、岩手県の「いわて暮らしアンバサダー」に就任。
2021年、初めて児童文学ではなく、一般向け小説に挑戦した長編『亜ノ国へ 水と竜の娘たち』を刊行。

## 人物
児童文学のフィールドで、見ず知らずの子供と大人が出会い、血の繋がりのない親子関係を結ぶ物語を書き続け、和製ファンタジーの作り手として孤高の存在感を放っている。作中で大人は子供を守る役割を担うが、同時に、子供の存在によって大人の側も支えられ守られているのが特徴である。
デビュー作『霧のむこうのふしぎな町』が、宮崎駿監督のアニメ映画『千と千尋の神隠し』に影響を与えたことでも知られる。

## 受賞歴
- 1974年 - 第15回講談社児童文学新人賞（『気ちがい通りのリナ』）
- 1976年 - 第9回日本児童文学者協会新人賞
- 1998年 - 第45回産経児童出版文化賞（『ミラクル・ファミリー』）
- 2007年 - 第54回産経児童出版文化賞大賞（『牡丹さんの不思議な毎日』）
- 2010年 - 第59回小学館児童出版文化賞（『つづきの図書館』）
- 2016年 - 第54回野間児童文芸賞（『岬のマヨイガ』）
- 2022年 - The Batchelder Award（『Temple Alley Summer』：『帰命寺横丁の夏』の英訳版）

## 著書
- 『霧のむこうのふしぎな町』（講談社） 1975年、のち講談社文庫、青い鳥文庫

原題は『気ちがい通りのリナ』
- 『おばあさんと空とぶカレー』（講談社） 1978年
- 『よばわりやま』（フレーベル館） 1979年
- 『地下室からのふしぎな旅』（講談社） 1981年、のち講談社文庫、青い鳥文庫

2019年公開のアニメ映画『バースデー・ワンダーランド』の原作
- 『くれくれコヤマジラ』（ひくまの出版） 1984年
- 『天井うらのふしぎな友だち』（講談社） 1985年、のち講談社文庫、青い鳥文庫
- 『ふしぎなおばあちゃんがいっぱい』（講談社） 1986年、のち改題『ふしぎなおばあちゃん×12』（青い鳥文庫） 1995年
- 『1077号室は森のなか』（ひくまの出版） 1986年
- 『とび丸竜の案内人 時間をとんだ竜と女の子の冒険』（偕成社） 1988年
- 『りんご畑の特別列車』（講談社） 1989年、のち青い鳥文庫
- 『エバリーン夫人のふしぎな肖像』（講談社文庫） 1989年
- 『まいごのたまご』（国土社） 1990年
- 『おばけ塾ひらきます』（教育画劇） 1992年
- 『大おばさんの不思議なレシピ』（偕成社） 1993年、のち偕成社文庫
- 『かくれ家は空の上』（講談社） 1993年、のち青い鳥文庫
- 『チカのふしぎなアルバイト』（佼成出版社） 1995年
- 『ミラクル・ファミリー』（講談社） 1997年、のち文講談社庫
- 『ドードー鳥の小間使い』（偕成社） 1997年
- 『とぶキャベツのひみつ - 黒うさぎ王国』（旺文社） 1998年
- 『天使のまささんおひるね中』（大日本図書） 1998年
- 『トマト魔女の魔女修行』（フレーベル館） 1999年
- 『ざしきわらし一郎太の修学旅行』（あかね書房） 1999年
- 『ゆうれいばばさまのクリスマス』（佼成出版社） 2001年
- 『バケルノ小学校 ヒュードロ組（1）おばけきのこマッシュ』（講談社） 2001年
- 『ブレーメンバス 柏葉幸子短編集』（講談社） 2003年
- 『たぬき親父』（全国学校図書館協議会） 2003年
- 『魔女モティ』（講談社） 2004年、のち青い鳥文庫
- 『くいしんぼくまのさん』（偕成社） 2005年
- 『なきむしやぎのさん』（偕成社） 2005年
- 『ゆっくりかめのさん』（偕成社） 2005年
- 『牡丹さんの不思議な毎日』（あかね書房） 2006年
- 『うたちゃんちのマカ』（講談社） 2007年
- 『とねりこ屋のコラル 魔女モティ』（講談社） 2009年、のち青い鳥文庫
- 『花守の話』（講談社） 2009年
- 『つづきの図書館』（講談社） 2010年
- 『すずちゃんと魔女のババ』（高畠純絵、講談社） 2010年
- 『ハッピー・バースデー・ババ : すずちゃんと魔女のババ』（講談社） 2013年
- 『帰命寺横丁の夏』（佐竹美保絵、講談社） 2011年
- 『狛犬「あ」の話』（安藤貴代子絵、講談社） 2011年
- 『狼ばば様の話』（安藤貴代子絵、講談社） 2012年
- 『おつかいまなんかじゃありません』（つちだのぶこ絵、ポプラ社） 2012年
- 『バク夢姫のご学友』（児島なおみ絵、偕成社） 2012年
- 『こやぶ医院は、なんでも科』（山西ゲンイチ絵 佼成出版社） 2013年
- 『竜が呼んだ娘』（佐竹美保絵、朝日学生新聞社） 2013年
- 『ハカバ・トラベルえいぎょうちゅう』（たごもりのりこ絵、BL出版） 2014年
- 『岬のマヨイガ』（さいとうゆきこ絵、講談社） 2015年

2021年公開のアニメ映画の原作
- 『王様に恋した魔女』（佐竹美保絵、講談社） 2016年
- 『父さんはドラゴン・パティシエ おしごとのおはなしパティシエ』（中村景児絵、講談社） 2016年
- 『遠野物語』（柳田國男原作、柏葉幸子編著、田中六大絵、偕成社） 2016年
- 『涙倉の夢』（青山浩行絵、講談社） 2017年
- 『あんみんガッパのパジャマやさん』（そがまい絵、小学館） 2018年
- 『亜ノ国ヘ 水と竜の娘たち』（角川書店） 2021年　ISBN 978-4041095553

### 「ファンファン・ファーマシィー」
- 『ファンファン・ファーマシィー』（小学館） 1997年
- 『ふしぎなファンファン・ファーマシィー』（小学館） 1998年
- 『ふしぎ魔法ファンファンファーマシィー』（小学館） 1998年 - アニメ版のシール絵本

### 「モンスター・ホテル」シリーズ
- 『モンスターホテルでおめでとう』（小峰書店） 1991年
- 『モンスター・ホテルでこんばんは』（小峰書店） 1991年
- 『モンスター・ホテルであいましょう』（小峰書店） 1992年
- 『モンスター・ホテルでなつやすみ』（小峰書店） 1993年
- 『モンスター・ホテルでプレーボール』（小峰書店） 1993年
- 『モンスター・ホテルでクリスマス』（小峰書店） 1994年
- 『モンスター・ホテルでインターネット』（小峰書店） 2001年
- 『モンスター・ホテルでおばけバラ』（小峰書店） 2002年
- 『モンスター・ホテルでおどりましょう』（小峰書店） 2003年
- 『モンスター・ホテルでパーティーだ』（小峰書店） 2003年
- 『モンスター・ホテルでおひさしぶり』（高畠純絵、小峰書店） 2014年
- 『モンスター・ホテルでたんていだん』（小峰書店） 2014年
- 『モンスター・ホテルでごしょうたい』（小峰書店） 2015年
- 『モンスター・ホテルでひみつのへや』（小峰書店） 2015年
- 『モンスター・ホテルでピクニック』（小峰書店） 2016年
- 『モンスター・ホテルでそっくりさん』（小峰書店） 2016年
- 『モンスター・ホテルでパトロール』（小峰書店） 2017年
- 『モンスター･ホテルでプレゼント』（小峰書店） 2018年
- 『モンスター・ホテルで オリンピック』（小峰書店）2019年
- 『モンスター・ホテルでおばけやしき』（小峰書店）2021年
- 『モンスター・ホテルで ろてんぶろ』（小峰書店）2022年
- 『モンスター・ホテルでうたいましょう』（小峰書店）2022年
- 『モンスター・ホテルでめしあがれ』（小峰書店）2024年
- 『モンスター・ホテルでおにごっこ』（小峰書店）2025年

### 「かいとうドチドチ」シリーズ
- 『かいとうドチドチ びじゅつかんへいく』（講談社） 1995年
- 『かいとうドチドチ 雪のよるのプレゼント』（講談社） 1995年
- 『かいとうドチドチ どろぼうコンテスト』（日本標準） 2009年

### 「ヨネせんせいのおばけ塾」シリーズ
- 『ろくろっ首の日記』（教育画劇） 1999年
- 『ゆうれいの日記』（教育画劇）
- 『きゅうけつきの息子の日記』（教育画劇）

### 「ラ・モネッタちゃん」シリーズ
- 『ラ・モネッタちゃんはきげんがわるい』（偕成社） 2001年
- 『ラ・モネッタちゃんはあきらめない』（偕成社） 2003年

### 「ピーポポ・パトロール」シリーズ
- 『ピーポポ・パトロー』（童心社） 2005年
- 『ピーポポ・パトロール はんぶんおばけのマメンキサウルス』（童心社） 2007年
- 『百本きゅうりのかっぱのやくそく ピーポポ・パトロール』（童心社） 2009年

### 「おばけ美術館」シリーズ
- 『おばけ美術館へいらっしゃい』（ポプラ社） 2006年
- 『妖精ケーキはミステリー!?』（ポプラ社） 2007年
- 『ふしぎ列車はとまらない』（ポプラ社） 2008年

## 翻訳
- 『ディズニーフェアリーズ プリラの夢の種』（ゲイル・カーソン・レビン（英語版）、講談社） 2005年
  - 『プリラの夢の種』前・後編（ゲイル・カーソン・レビン、講談社、ディズニーフェアリーズ文庫） 2008年
- 『ディズニーフェアリーズ ラニーと魔法の杖』（ゲイル・カーソン・レビン、講談社） 2007年
- 『赤毛のアン』（L・M・モンゴメリ、垂石眞子絵、ポプラ社） 2015年